# Карна (Словаччина)
Карна (словац. Karná) — село в Словаччині, Гуменському окрузі Пряшівського краю. Розташоване в східній частині Словаччини в південній частині Низьких Бескидів в долині потока Лєсковчик.
Уперше згадується у 1543 році.
У селі є римо-католицький костел з 1770 року в стилі бароко-класицизму, у 1924 році перебудований.

## Населення
| Рік:            | 1993 | 2003    | 2013    | 2023    |
| --------------- | ---- | ------- | ------- | ------- |
| Кількість осіб: | 427  | 448     | 449     | 461     |
| Різниця:        |      | +4,91 % | +0,22 % | +2,67 % |

| Рік:            | 2022 | 2023 |
| --------------- | ---- | ---- |
| Кількість осіб: | 461  | 461  |
| Різниця:        |      | +0 % |

У селі проживає 438 осіб.
Національний склад населення (за даними останнього перепису населення — 2001 року):
- словаки — 87,02 %,
- цигани — 12,08 %.

Склад населення за приналежністю до релігії станом на 2001 рік:
- римо-католики — 97,32 %,
- греко-католики — 0,89 %,
- не вважають себе вірянами або не належать до жодної вищезгаданої конфесії — 0,89 %.